# Velika nagrada Argentine 1953
Velika nagrada Argentine 1953 je bila prva dirka Svetovnega prvenstva Formule 1 v sezoni 1953. Odvijala se je 18. januarja 1953.

## Dirka
| Poz | Št | Dirkač                           | Konstruktor           | Krogi | Čas/Odstop  | Št. m. | Toč |
| --- | -- | -------------------------------- | --------------------- | ----- | ----------- | ------ | --- |
| 1   | 10 | Alberto Ascari                   | Ferrari               | 97    | 3:01:04,6   | 1      | 9   |
| 2   | 14 | Luigi Villoresi                  | Ferrari               | 96    | +1 krog     | 3      | 6   |
| 3   | 4  | José Froilán González            | Maserati              | 96    | +1 krog     | 5      | 4   |
| 4   | 16 | Mike Hawthorn                    | Ferrari               | 96    | +1 krog     | 6      | 3   |
| 5   | 8  | Oscar Alfredo Gálvez             | Maserati              | 96    | +1 krog     | 9      | 2   |
| 6   | 30 | Jean Behra                       | Gordini               | 94    | +3 krogi    | 11     |     |
| 7   | 28 | Maurice Trintignant Harry Schell | Gordini               | 91    | +6 krogov   | 7      |     |
| 8   | 22 | John Barber                      | Cooper-Bristol        | 90    | +7 krogov   | 16     |     |
| 9   | 20 | Alan Brown                       | Cooper-Bristol        | 87    | +10 krogov  | 12     |     |
| Ods | 26 | Robert Manzon                    | Gordini               | 67    | Kolo        | 8      |     |
| Ods | 2  | Juan Manuel Fangio               | Maserati              | 36    | Prenos      | 2      |     |
| Ods | 6  | Felice Bonetto                   | Maserati              | 32    | Prenos      | 15     |     |
| Ods | 12 | Nino Farina                      | Ferrari               | 31    | Trčenje     | 4      |     |
| Ods | 32 | Carlos Menditeguy                | Gordini               | 24    | Menjalnik   | 10     |     |
| Ods | 34 | Pablo Birger                     | Simca-Gordini-Gordini | 21    | Diferencial | 14     |     |
| Ods | 24 | Adolfo Schwelm Cruz              | Cooper-Bristol        | 20    | Kolo        | 13     |     |